# Високий суд штату Уттаракханд
Високий суд штату Уттаракханд (англ. Uttarakhand High Court, гінді उत्तरांचल उच्च न्यायालय) — високий суд, найвищий орган судової влади індійського штату Уттаракханд. Він був засновнаний 9 листопада 200 року Актом реорганізації, після розділення штату Уттар-Прадеш.